# Trnovče (gmina Velika Plana)
Trnovče (cyr. Трновче) – wieś w Serbii, w okręgu podunajskim, w gminie Velika Plana. W 2011 roku liczyła 856 mieszkańców.